# Félix Desgranges
Pour les articles homonymes, voir Desgranges.
Félix Léopold Desgranges, né le 12 août 1860 à Paris et mort le 21 janvier 1942 dans la maison Desgranges à Saint-Bresson (lieu-dit les Maires-d'Avaux), est un peintre français.

## Biographie
Issu d'une vieille famille comtoise, il est le fils de Charles Desgranges (1815-1897), papetier puis industriel dans le textile, conseiller municipal de Luxeuil-les-Bains, et de Clotilde Tardy (1827-1920).
Élève de Gérôme à l'École des beaux-arts de Paris, ami de René-Xavier Prinet, il est le père de la sculptrice Germaine Desgranges (1892-1974) qui épousera le sculpteur Philippe Besnard.
Il participa au salon de 1890. 
Il eut un temps une activité de reporter dessinateur (dessins de mode et de reportage des événements parisiens, dont il donne des croquis sur le vif, par exemple les courses hippiques).
Il est représenté au milieu de sa famille et en compagnie de l'artiste australienne Bessie Davidson dans un tableau de René-Xavier Prinet, Réunion chez Desgranges ou Portraits d'amis (Luxeuil-les-Bains, tour des échevins).
Antoine Bourdelle réalise un portrait au pastel de Madame Desgranges, née Alberte Clément.

## Collections publiques
- Musée Baron-Martin à Gray
  - Le barrage à Scey-sur-Saône, huile sur toile
  - Rue d'Assas
  - Bretonne de Pont-Aven (1890)
  - Steeple chase
- Monseigneur Dubourg archevêque de Besançon, grand séminaire de Faverney

## Autres œuvres
Elles sont pour la plupart dans des collections particulières.
- Le Coffret vénitien
- Marché à Luxeuil
- Le Breuchin
- L'Allée des Platanes
- L'Abbaye de Scey-sur-Saône
- Autoportrait
- Angles sur l'Anglin
- Effets de neige
- L'Aurore chasse la nuit, composition de neuf mètres de long ornant le salon familial de son fils à la Villa d'Hygie, à Luxeuil
- Germaine Desgranges (sa fille)

## Expositions
- Galerie Ecalle, mai 1930, quarante sept œuvres exposées, présentation du catalogue par André Foulon de Vaulx.